# Guastalla
Guastalla (pronunciat Guastal·la) és un municipi italià de la regió d'Emília-Romanya. Durant l'edat mitjana va ser un comtat, el Comtat de Guastalla i posteriorment un ducat.

## Localització

### Geografia
Guastalla es troba al bell mig de la Plana Padana, a poca distància del marge dret del riu Po, a uns 30 km de les ciutats de Parma i Màntua. Té una extensió de 52,56 km² i està a una altitud de només 25 msnm. Al nord-est limita amb la Llombardia (Província de Màntua), mentre que a l'oest es troba el torrent Crostolo.

### Municipis veïns
El territori municipal limita amb els següents municipis: 
Cadelbosco di Sopra, Dosolo, Gualtieri, Luzzara, Novellara i Reggiolo.

## Administració
Administrativament el municipi està dividit en 6 districtes:
Pieve, San Giacomo, San Giorgio, San Girolamo, San Martino, San Rocco, Tagliata.

## Història

### Un lloc de guàrdia
Hi ha restes arqueològiques que daten el primer poblament de Guastalla en el període etrusc. El nom de Guastalla és esmentat per primera vegada a començaments de l'edat mitjana, l'any 864, en documents que expliquen que el rei Lluís II d'Itàlia feia donació a la seva esposa, Angilberga, de Guastalla: un «lloc de guàrdia» longobard fortificat, per la defensa dels romans d'Orient instal·lats a Màntua.
Al segle xi va passar a ser domini dels Canossa. El nucli habitat que havia sorgit a l'entorn de l'església de Pieve, va obtenir el privilegi de "nullius dioecesis" per part del papa Urbà II. En aquesta època va començar a tenir importància per l'explotació d'àmplies zones de conreu aprofitant els terrenys fèrtils de la vora del Po, un lloc que també tenia valor per ser un punt de gual del riu. El 1102 la comtessa Matilde de Canossa va assignar Guastalla al monestir de San Sisto di Piacenza. La zona va passar després sota control dels senyors de Cremona, després fou propietat de Giberto III, senyor de Correggio, i després va ser possessió dels Visconti, que la van mantenir fins al 1402.

### El Comtat de Guastalla
Va ser després propietat de la família Terzi, els quals la van cedir a Guido Torelli, senyor de Màntua, el qual la va transformar en comtat el 1428. Els Torelli van governar el comtat del 1406 al 1539, hi van establir la seva residència habitual i van ser els que van començar a donar a la ciutat una forma urbanística organitzada, amb la presència d'un palau nobiliari, un castell, església i plaça. Amb la mort d'Aquiles Torelli, sense hereus mascles, el comtat va passar a la seva única filla Lluïsa.

Escut heràldic dels Gonzaga de Guastalla

Lluïsa Torelli va preferir diners a ser la governant del comtat i el va vendre a Ferrante Gonzaga, un dels fills del marquès de Màntua, per 22.230 escuts d'or el 1539. Ferrante va obtenir de l'emperador el reconeixement com a duc i el dret a transferir el títol als seus descendents, així es va crear una nova branca dels Gonzaga, els Gonzaga de Guastalla. El comtat era, doncs, un feu de l'imperi amb força autonomia.
Durant el govern dels Gonzaga, Guastalla va tenir la seva època de màxima esplendor. La seva noblesa estava relacionada amb els senyors més rellevants del seu moment. Per la ciutat van passar artistes i poetes, entre ells Torquato Tasso, Campi i Guercino. Es va crear una seca sota la direcció de Gasparo Mola, que va produir monedes pròpies fins al 1746.

### El Ducat de Guastalla
El 1621, sota el domini de Ferrante II la ciutat va passar a ser un ducat, però a més, aquest governant va ampliar el territori incloent Reggiolo i, en època del seu fill Cèsar II Gonzaga es va afegir Dosolo i Luzzara. Va continuar sent una ciutat important fins que es va iniciar una crisi dinàstica i va estar al mig de la guerra entre Espanya i França. El 1689, atacada per les tropes espanyoles del Milanesat, va quedar privada dels seus elements defensius: la muralla i el castell. A la mort de Ferran III Gonzaga, el 1678, va deixar al seu títol a Vicenç Gonzaga, mentre que el territori va passar al seu gendre Ferran Carles Gonzaga-Nevers. Aquest, però, acusat de deslleialtat envers l'imperi fou desposseït dels seus territoris en la dieta de Ratisbona, el 30 de juny del 1708.
Després d'uns anys annexada al Milanesat, sota domini de la Corona Espanyola, va ser ocupada pels austríacs el 1735, amb motiu de la guerra de successió de Polònia; va ser cedida al duc de Savoia Carles Manuel III de Sardenya i va formar part del Ducat de Parma.
El 1806 va tornar a ser un ducat independent del de Parma i va ser concedit a Paulina Bonaparte i al seu marit Camillo Filippo Ludovico Borghese. Després Napoleó Bonaparte i Maria Lluïsa d'Àustria la van tornar a incorporar dins el Ducat de Parma. El 1847 el territori de tota la província va ser annexionat breument al Ducat de Mòdena. Després de la dissolució del Ducat de Mòdena i de la seva annexió al Regne de Sardenya, Guastalla el 1861 va passar a formar part del Regne d'Itàlia, dins la província de Reggio Emília. En virtut de la seva història, la ciutat conserva gelosament les antigues tradicions locals i la cultura, així com el seu dialecte particular.

## Llocs d'interès

### Arquitectura civil

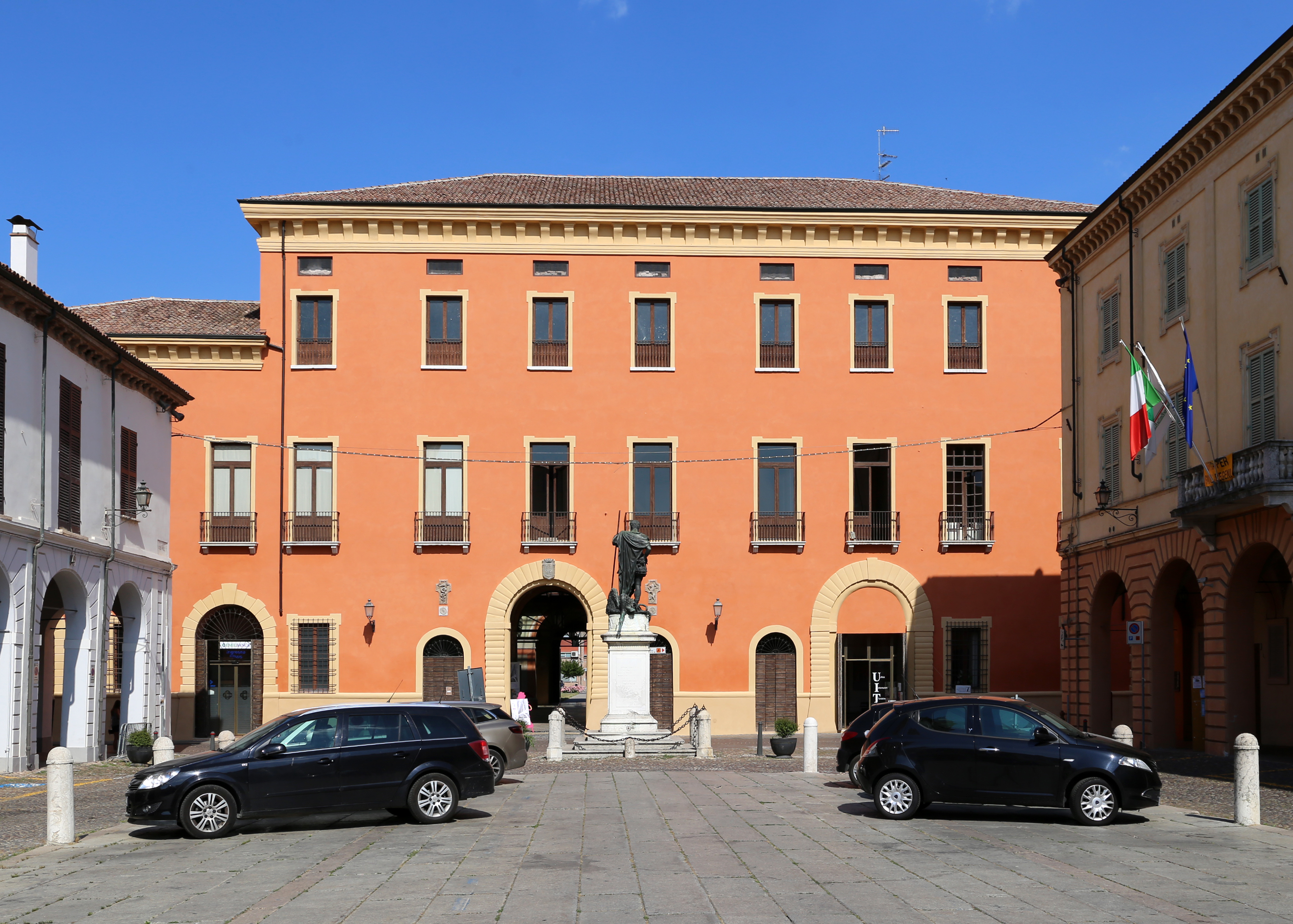
Guastalla, Palau Ducal.

- La plaça Mazzini, una construcció amb porxos dominada pel monument a Ferrante I Gonzaga, obra de l'escultor Leone Leoni.
- El palau ducal, del 1567, reconstruït en gran part i a l'interior del qual està el Museu de la Ciutat.
- L'Ajuntament, edifici iniciat en la primera meitat del segle xv i acabat pels Gonzaga en el segle xvi.
- La Biblioteca Maldotti, rica en manuscrits, antigues edicions i una gran col·lecció de dibuixos.
- La plaça Garibaldi, amb el Teatre Municipal d'estil neoclàssic.
- La plaça Matteotti, on està la Torre Civica o "Campanón", que s'alça sobre les restes de l'antic castell que fou destruït pels espanyols.
- La plaça Martiri Patrioti, on està el monument en memòria dels caiguts en la primera guerra mundial; està decorada en estil liberty.

### Arquitectura religiosa

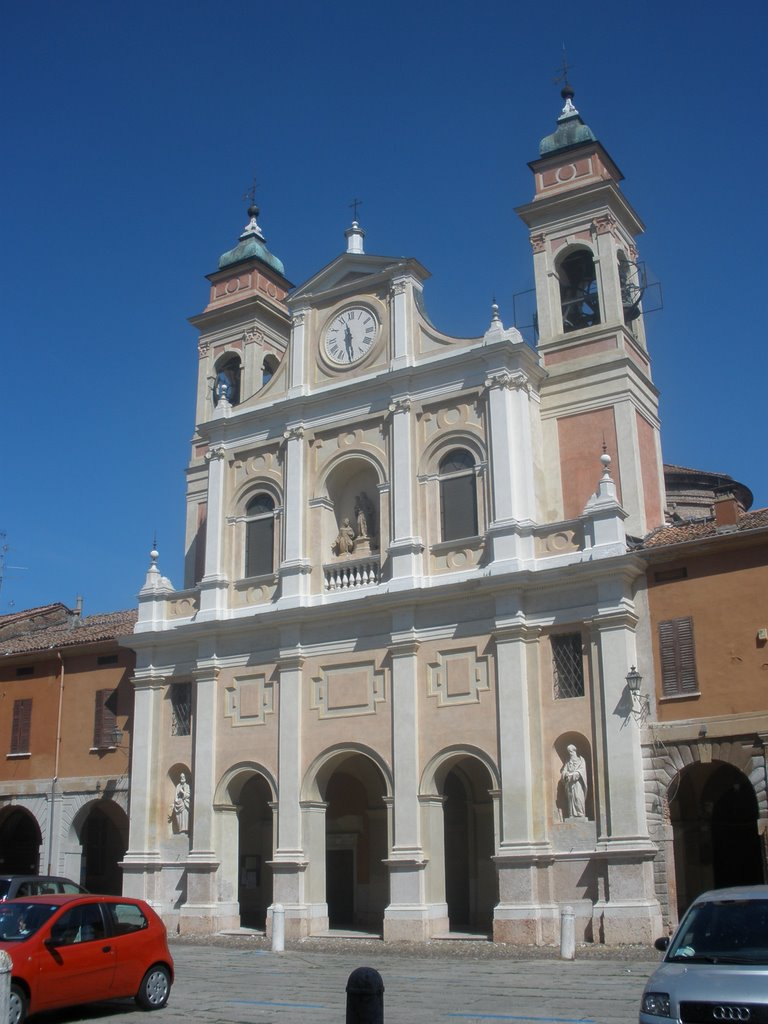
Catedral de Guastalla

A Guastalla hi ha més de 40 esglésies, les més importants són:
| - Santa Croce (della Morte) - Beata Vergine della Porta - Cattedrale di S. Pietro (Duomo) - Beata Vergine dell'Olmo - San Giuseppe - Santi Filippo e Giacomo (S. Giacomo) - San Giorgio - San Girolamo - Beata Vergine della Neve (Tagliata) - SS. Apostoli Pietro e Paolo (la Pieve) | - San Rocco - Beata Vergine del Rosario - San Francesco - Santi Francesco e Bernardino (Cappuccini) - Santissima Annunziata (I Servi) - San Carlo - Beata Vergine della Concezione - Santissimo Crocifisso (Cappuccine) - San Marco - San Giacomo Apostolo (Solarolo) - San Martino (la nuova) - San Carlo (ex oratorio) - Beata Vergine Maria (oratorio a S. Girolamo) |

## Demografia
Segons els estudis censals efectuats des del 1861, la població ha anat en creixement progressiu, amb dos períodes d'aturada del creixement: el 1881 i del 1981 al 2000.
En data del 31 de desembre del 2008 els ciutadans estrangers residents al municipi representaven el 12,3% de tota la població local.
La zona formada per Guastalla, Boretto, Brescello, Gualtieri, Luzzara, Novellara, Poviglio i Reggiolo és la part de la província amb l'índex més alt de ciutadans extracomunitaris (no procedents de la UE), el 12,5%. Per contra, és la zona amb menor nombre de ciutadans no italians procedents de la UE (0,8%). La següent llista informa dels països de procedència de la població estrangera més significatius i el nombre d'habitants de cada grup:
| - Pakistan, 552 - Índia, 312 - Marroc, 459 - Macedònia del Nord, 200 - Moldàvia, 165 | - Tunísia, 120 - Albània, 116 - Romania, 112 - Xina, 74 - Ucraïna, 52 |

## Ciutats agermanades
- Forcalquier, França, des del 1981.[4]
- Giovinazzo, Itàlia, des del 2004.
- Gabicce Mare, Itàlia, des del 2009.[5]

## Senyors de Guastalla
Comtes de la dinastia Torelli
- Guiu III el Gran, senyor de Guastalla (1406) i Montechiarugolo (1407) a 1449, comte des de 1428
  - Cristòfor (mort el 1460) consenyor de Montechiarugolo i cocomte de Guastalla 1449-1456, senyor de Montechiarugolo 1456-1460
  - Pere Guiu Torelli (mort el 1460) consenyor de Montechiarugolo i cocomte de Guastalla 1449-1456, comte de Guastalla 1456-1460
    - Guiu Galeot, co-comte 1460-vers 1467, senyor de Setlimo després de vers 1467
      - Pere Maria
      - Frederic
      - Alexandre
      - Lluís
        - Alda

    - Francesc Maria Torelli, cocomte 1460-vers 1467, comte vers 1467-1486
      - Pere Guiu Torelli cocomte 1486-1494 (+1494)
      - Aquil·les Torelli, cocomte 1486-1494, comte 1494-1522
        - Lluïsa Torelli, comtessa 1522-1539 (ven el comtat als Gonzaga el 1539, va morir el 1559)

Comtes de la dinastia Gonzaga
| 1539-1557 | Ferrante I  | (1507-1557) |
| 1557-1575 | Cèsar I     | (1530-1575) |
| 1575-1621 | Ferrante II | (1563-1630) |

Ducs de Guastalla
| 1621-1630 | Ferrante II                     | (1563-1630) |
| 1630-1632 | Cèsar II                        | (1592-1632) |
| 1632-1678 | Ferrante III                    | (1618-1678) |
| 1678-1699 | Ferran Carles de Gonzaga-Nevers | (1652-1708) |
| 1699-1714 | Vicenç Gonzaga                  | (1634-1714) |
| 1714-1729 | Antoni Ferran                   | (1687-1729) |
| 1729-1734 | Josep Maria                     | (1690-1746) |

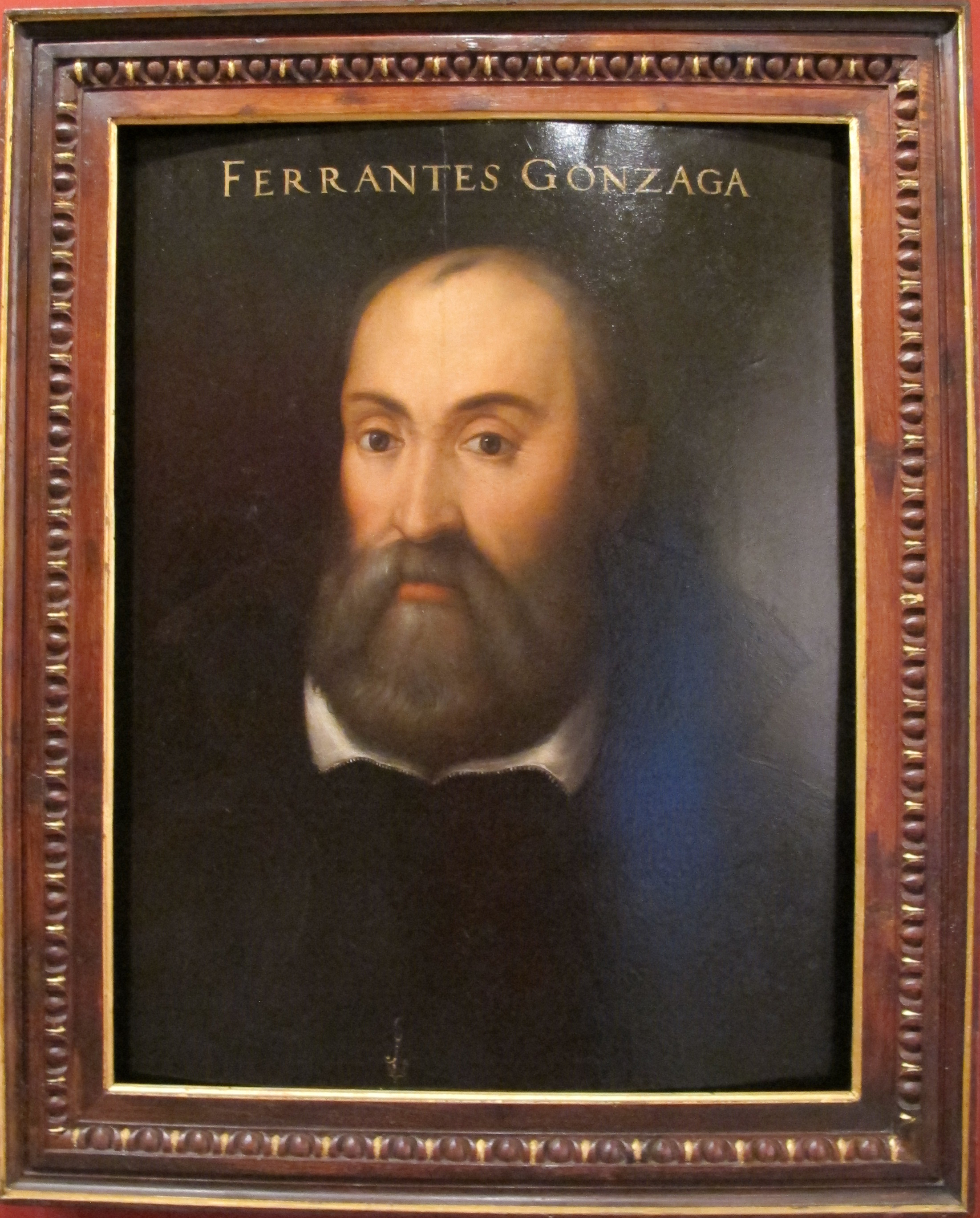
Ferrante Gonzaga, primer comte de la dinastia Gonzaga de Guastalla

El 1746 el ducat va passar al Ducat de Parma.

## Esdeveniments culturals
- El 1772 l'important filòsof i escriptor Gotthold Ephraim Lessing va escriure el dramma Emilia Galotti, ambientat en la ciutat de Guastalla.
- El 1976 a la ciutat es van filmar algunes escenes de la pel·lícula Novecento, de Bernardo Bertolucci.
- Des del 2001, es fa una trobada anual de titelles i titellaires en un indret a la vora del Po, anomenat l'Ostello del Po. L'esdeveniment dura dos o tres dies, al setembre o a l'octubre, i es diu RaduPo.
- Cada 25 de novembre se celebra la Fira de Santa Caterina.
- El tercer diumenge de maig es fa la Fira de San Felice.
- Cada 3 anys, a finals del mes de maig, se celebra La Gnoccata, una festa de gastronomia popular que es va originar al segle xix.